# منتخب الكويت تحت 20 سنة لكرة القدم
منتخب الكويت لكرة القدم هو منتخب تحت 20 سنة وهو ممثل الكويت الرسمي في رياضة كرة القدم و في بطولات كرة القدم تحت 20 سنة.